# Raclette (gastronomia)
La raclette è un piatto della cucina svizzera, basato sull'omonimo formaggio.
Non ha una vera e propria ricetta, piuttosto una procedura. La raclette si prepara tagliando a metà la forma di formaggio e scaldandola al fuoco (o col calore di una resistenza). Quando lo strato superiore inizia a fondere, viene "raschiato" via e posto sul piatto di portata: il termine raclette infatti deriva dal francese racler, che significa raschiare o meglio "scrostare" (ma anche "grattare"). Tradizionalmente si serve con patate cotte al cartoccio, e sottaceti come cetriolini e cipolline.
Nel Vallese, la raclette si mangia accompagnata da tè o altre bevande calde, o, in alternativa, da vino bianco Fendant. Tradizione vorrebbe infatti (senza alcun fondamento scientifico) che bere acqua insieme alla raclette ostacoli la digestione del formaggio.
La raclette è menzionata già in alcuni scritti medievali, dove è descritta come un pasto molto nutriente diffuso tra gli abitanti delle montagne svizzere. Nella Svizzera tedesca era noto come Bratchäs (pron. /ˈbrɒːtˌxæːs/), formaggio arrostito. I pastori, infatti, portavano con sé le forme di formaggio durante la transumanza da o verso i pascoli montani; di sera, attorno al fuoco, ponevano il formaggio accanto alla fiamma e ne prelevavano la parte fusa, che veniva mangiata su una fetta di pane.